# Pimpla hostifera
Pimpla hostifera är en stekelart som beskrevs av Forster 1888. Pimpla hostifera ingår i släktet Pimpla och familjen brokparasitsteklar. Inga underarter finns listade i Catalogue of Life.